# Albrecht Rösch
Albrecht Rösch (* 9. Juli 1888; † 1962) war ein deutscher Geodät und Ministerialbeamter.

## Leben
Rösch schloss sein Studium mit Promotion zum Dr.-Ing. ab. Er trat 1911 in den bayerischen Staatsdienst ein. 1935 wechselte er in das Reichsfinanzministerium, wo er bis 1944 für das gesamte Reichsgebiet die umfangreichen Kataster- und vermessungstechnungtechnischen Arbeiten zur Durchführung des Bodenschätzungsgesetzes von 1934 leitete. Maßgeblich war er an der Ausarbeitung der Vorschriften für die Erstellung neuer Liegenschaftskataster beteiligt. Das von ihm herausgegebene Erläuterungswerk Bodenschätzung und Liegenschaftskataster wurde zum Standardwerk und erschien in mehrfacher Auflage.
Ab April 1950 war er wieder im bayerischen Staatsdienst tätig und dort mit der Aufstellung des neuen Liegenschaftskatasters in Bayern betraut.

## Ehrungen
- 1955: Verdienstkreuz (Steckkreuz) der Bundesrepublik Deutschland